# Стрыпа
Стры́па (укр. Стри́па) — река в Тернопольской области Украины, левый приток Днестра. Длина реки — 147 км. Площадь водосборного бассейна — 1610 км².
Образуется слиянием Главной и Волочковецкой Стрып в Зборове. Притоки — Восточная Стрыпа, Малая Стрыпа, Гребелька, Заруда, Высушка, Студенка, Самец, Ольховец.
Средняя ширина русла в среднем течении — 30 м.
На берегах Стрыпы расположены города Зборов и Бучач. От Бучача до устья течёт глубоким, узким оврагом, который ниже Бучача образует каньонные участки.
Под стенами каньона дикие девственные леса. Большое количество водопадов (в частности около сёл Лещанцы, Русилов, Скоморохи). Особенно живописны водопад «Девичьи слёзы» вблизи турбазы «Лесная» и Русиловский каскад.
В 1915—1916 гг. по реке проходила линия фронта между австро-венгерскими, немецкими и русскими войсками.

## Населённые пункты
На реке Стрыпа расположены, в алфавитном порядке:

### Города
- Зборов
- Бучач

### Сёла
- Белявинцы
- Беремяны
- Бобулинцы
- Вишневчик
- Губин
- Дулибы
- Жизномир
- Жнибороды
- Зарваница
- Зарывинцы
- Звенигород
- Киданов
- Лещанцы
- Осовцы
- Переволока
- Подзамочек
- Подлесье
- Пышковцы
- Рукомыш
- Русилов
- Сапова
- Скоморохи
- Соколец
- Соколов
- Сороки
- Старые Петликовцы